# 私人擔保有限公司
在英国、爱尔兰和澳大利亚的公司法中，担保有限公司( company limited by guarantee，CLG ) 是一种有擁有法人资格的非营利组织。担保有限公司通常没有资本或股东，但是公司有担保人。每个擔保人承诺會在公司破产或清盘时支付一定的金额。